# 河野通泰 (四郎左衛門)
河野 通泰（こうの みちやす）は、江戸時代後期の武将。旗本。八王子千人同心9人の千人頭の一家、千人頭河野家13代目。剣術は太平真鏡流。